# 挪威海螯蝦
挪威海螯蝦，又名冰島龍蝦，是軟甲綱十足目海螯蝦科下的一個種屬。身型幼細，雙鉗修長，呈橙色或粉紅色，體長約有24公分。主要分布於東大西洋海域，北至挪威及冰島之間的挪威海海域，南至葡萄牙對開海域均能找到牠們的蹤影。在地中海一帶，挪威海螯蝦並不常見；唯獨於亞得里亞海北部海域，才是挪威海螯蝦的活躍地帶。
牠們的尾部有強力的肌能，肉質豐富，因此成為受歡迎的海鮮美食。由於挪威海螯蝦價格比一般的歐洲龍蝦廉宜，所以在西班牙及葡萄牙等地，每逢重大節日或者有慶祝活動，都會烹煮挪威海螯蝦。

## 特徵

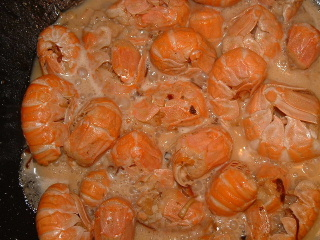
白酒蒸海蝦（挪威海螯蝦）

挪威海螯蝦是獨行的獵食者，牠們主要的食糧是海裡的蟲類及魚類。
挪威海螯蝦是北歐及西歐當地釣蝦活動的重要漁穫，漁釣者捕捉牠們的方法主要是運用漁網。挪威海螯蝦每年的捕獲量大概有60,000多公頓，當中有一半的捕獲量來自英國的專屬經濟區。
挪威海螯蝦極具生態價值及經濟利用價值，在捕捉挪威海螯蝦行業的運作過程中所產生的廢棄物，為海中多種食腐動物（如盲鰻）製造大量重要食糧；據研究所得，這些廢棄物為整個生態環境所提供的生態能源足有37%。在捕蝦過程中，漁船亦會捕捉到其它種類的海洋生物，例如孫鰈與鰨魚等。由於捕蝦業所捕捉的挪威海螯蝦實際價值並不高，因此有指西歐一帶的捕蝦業，主要是倚靠這些額外的漁穫，方能保存其行業的經濟價值。
在1995年12月，生物學家在一隻挪威海螯蝦的嘴巴上，找到一種屬於新的門的生物：環口動物門。這次事件在動物學中是一次突破性的發現。

## 備註
1. ↑  Bell, C. . The IUCN Red List of Threatened Species. 2015, 2015: e.T169967A85697412  [12 November 2021]. doi:10.2305/IUCN.UK.2015.RLTS.T169967A85697412.en .
2. ↑  .   [2008-04-25]. （原始内容存档于2018-11-12）.。
3. ↑  見亞倫·戴維遜《Mediterranean Seafood》。
4. ↑  挪威海螯蝦 （页面存档备份，存于）：聯合國糧食及農業組織資料。
5. ↑  馬德里美國大使館：《年度西班牙海鮮報告》 （页面存档备份，存于）1995年9月15日。
6. ↑  J.C.Early：《挪威海螯蝦的研究》 （页面存档备份，存于）：聯合國糧食及農業組織資料。
7. ↑  全球漁穫資料系統 （页面存档备份，存于）：聯合國糧食及農業組織資料。
8. ↑  在英國捕捉挪威海螯蝦行業所產生的廢棄物，對於北方海洋食腐動物的重要性 的存檔，存档日期2008-05-30.，頁215至226：《海洋生態》，Progress Series，2006年。
9. ↑  海洋捕漁業在利用漁穫方面的研究 （页面存档备份，存于）：聯合國糧食及農業組織資料。
10. ↑  環口動物是一種與內肛動物相似的生物 （页面存档备份，存于）：《自然》第378期。

## 外部連結
- （英语）.